# Shrivenham

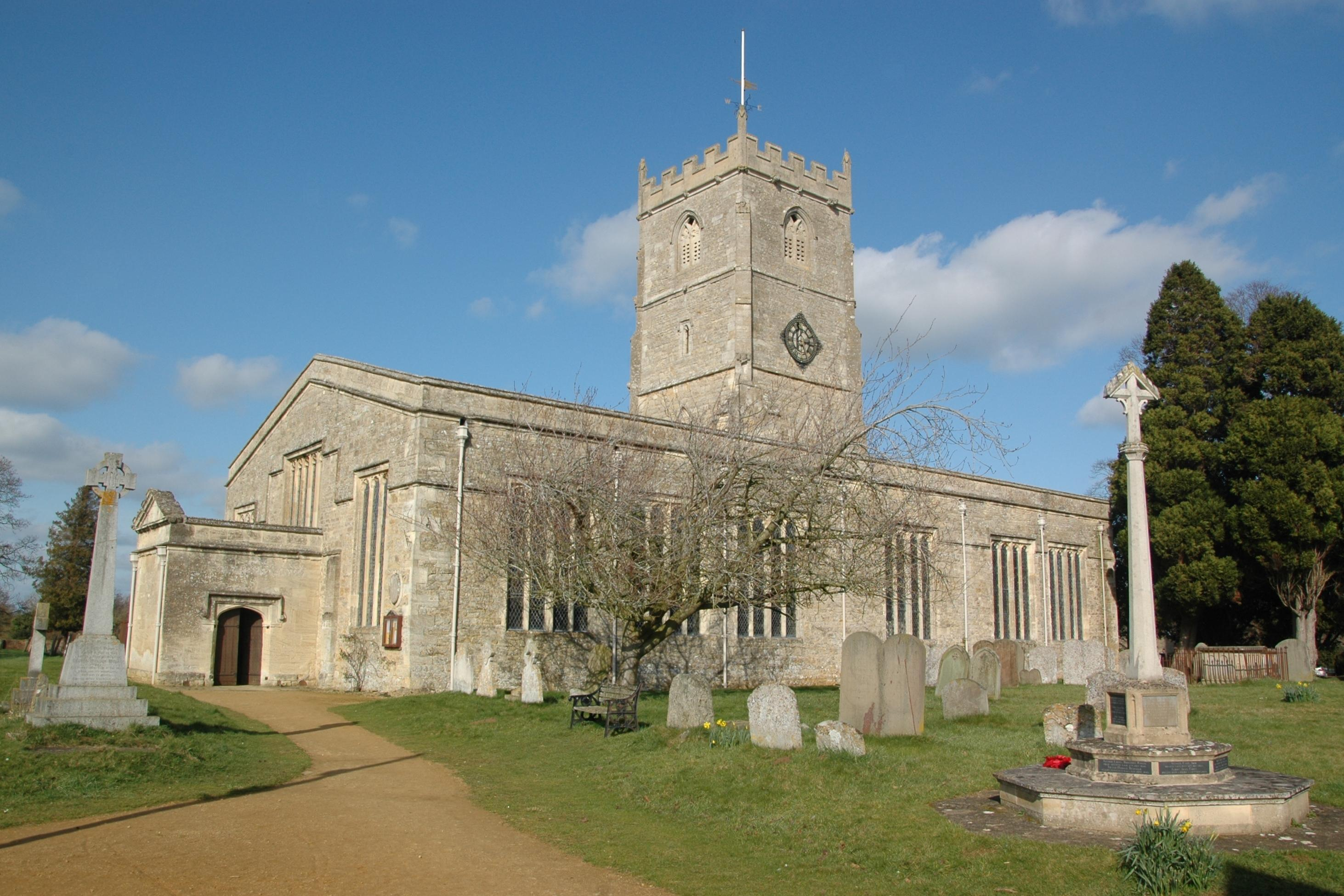
St Andrew’s Church

Shrivenham ist ein Ort mit etwa 2300 Einwohnern im Distrikt Vale of White Horse in der englischen Grafschaft Oxfordshire.
Im Ort befindet sich die Defence Academy of the United Kingdom.